# ستيف كامبل (لاعب سنوكر)
ستيف كامبل (بالإنجليزية: Steve Campbell)‏ هو لاعب سنوكر بريطاني، ولد في 7 مارس 1966.

## روابط خارجية
- ستيف كامبل على موقع CueTracker.net (الإنجليزية)